# Hanamachi
Se denominaba hanamachi (花街?) a las ciudades autorizadas a que fueran habitadas por las geishas y maikos. Su significado literal es ciudad de flores  (hana=flor, machi=ciudad). En la actualidad, dicho término se usa para referirse a las áreas donde las geishas actuales siguen operando. Hoy en día, son raros los hanamachi que se encuentran fuera de Kioto.
En Kioto, forman cinco comunidades en:  Ponto-cho, Gion-Kobu, Gion-Higashi, Miyagawa-cho, y Kamishichiken. Las geishas de Kioto hablaban en dialecto "kiotense", que se sigue hablando en la actualidad. En kiotense geisha es geiko.

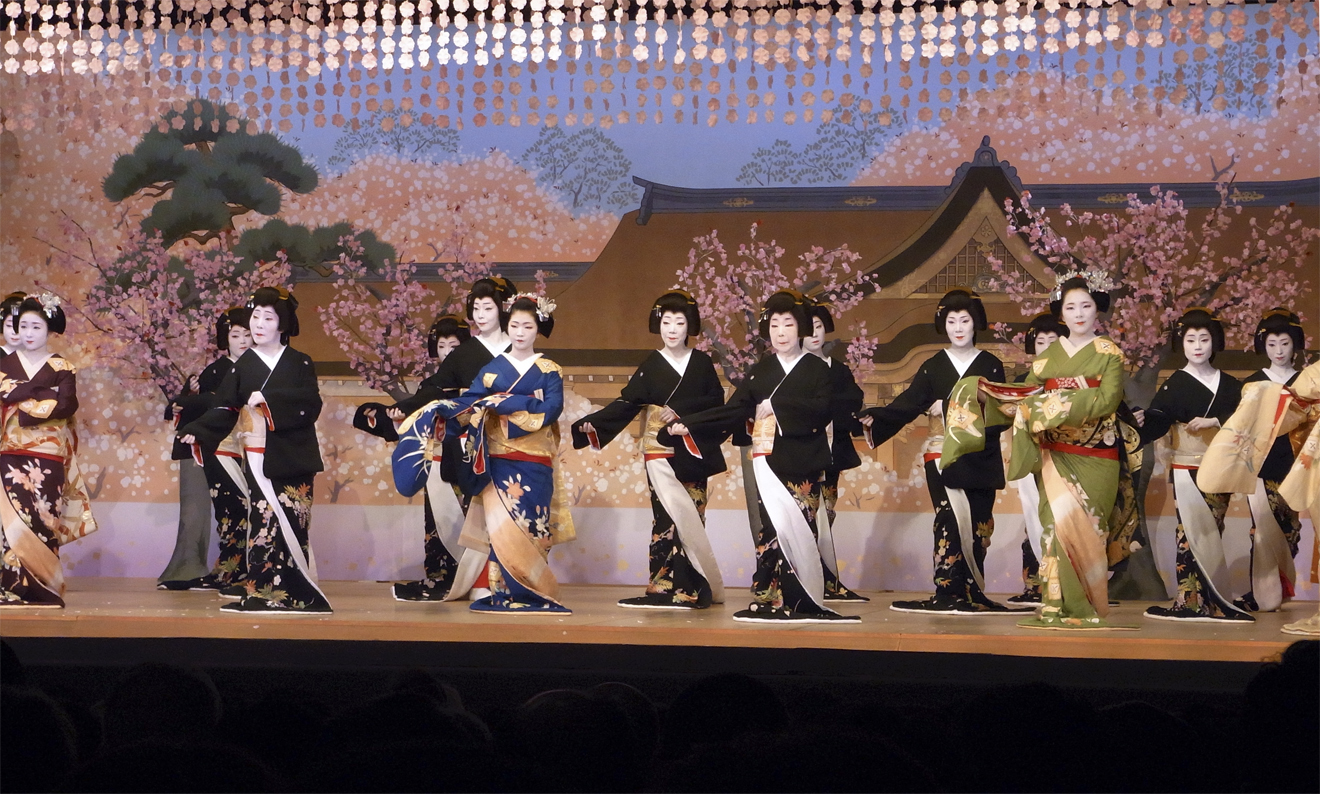
Kitano odori, danza kabuki realizada anualmente por las geishas de Kamishichike.

- Datos: Q1574228
- Multimedia: Hanamachi / Q1574228